# Rhyd-Ddu
Rhyd-Ddu és un petit poble de la zona d'Eryry (Snowdonia en anglès), del comtat gal·lès de Gwynedd. Està situat en un extrem de la vall del Nantlle. El seu nom està format per les paraules gal·leses Rhyd (= gual) + Du (=Negre)  Arxivat 2007-12-27 a Wayback Machine..
La població és especialment coneguda com a lloc de partença de diverses excursions a muntanyes com l'Snowdon (Yr Wyddfa en gal·lès), el Moel Hebog, l'Yr Aran i la Serra de Nantlle; a poca distància al nord hi ha l'important Llac Cwellyn. Té un pub i diversos llocs per allotjar-se  Arxivat 2007-07-05 a Wayback Machine.  Arxivat 2007-08-14 a Wayback Machine..
És un dels pobles vinculats a les mines de pissarra del segle xix, i en fou fill el poeta i intel·lectual Thomas Parry-Williams (1887-1975).
A efectes censals, Rhyd-Ddu pertany a la comunitat de Waufawr. El seu codi postal és el LL54 i el prefix telefònic és el 1766.

## Estació de tren

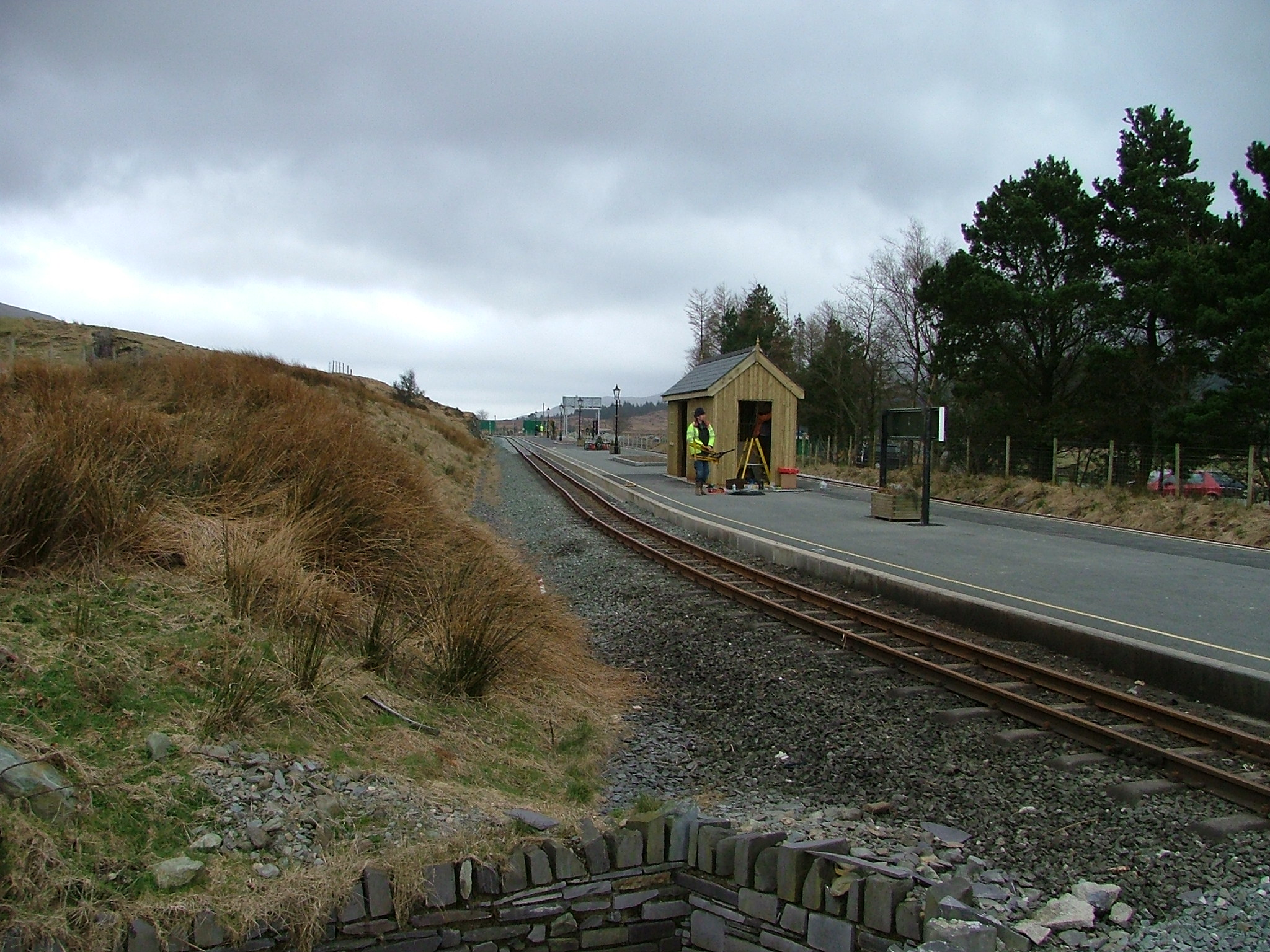
Estació de tren de Rhyd-Ddu

En el 1881 es va construir una estació de tren a Rhyd-Ddu com a final de la línia North Wales Narrow Gauge Railways (Moel Tryfan Undertaking), que procedia de Dinas Dinlle; posteriorment (1923), la línia s'allargà fins a Beddgelert i Porthmadog. L'estació, anomenada South Snowdon, portà tràfic de passatgers fins al 1936, quan la línia tancà.
El 1997 la Welsh Highland Railway començà a recuperar l'antic traçat amb una nova línia de via estreta que, procedent de Caernarfon i via Beddgelert, preveu arribar a Porthmadog el 2009. El 2003 el tren arribà a Rhyd-Ddu, si bé l'estació hagué de bastir-se en un emplaçament diferent a l'original. La construcció de la nova estació, feta conjuntament per professionals i voluntaris, està documentada en diverses planes web (Enllaços).

## Enllaços externs

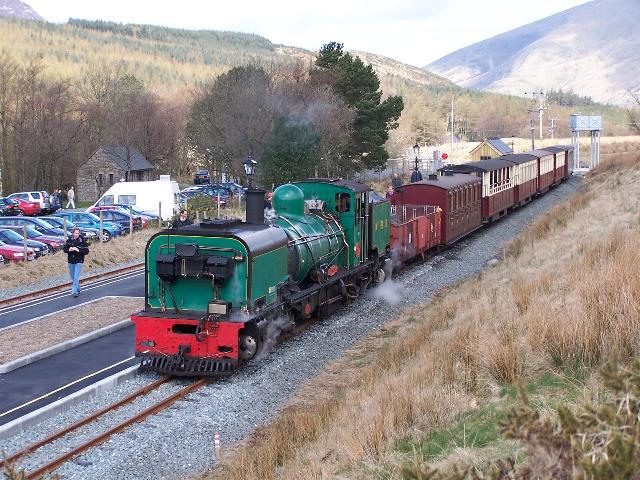
Estació de tren de Rhyd-Ddu